# Liên minh phương Bắc (Myanmar)
Liên minh phương Bắc, tên chính thức là Liên minh phương Bắc – Miến Điện (tiếng Miến Điện: မြန်မာပြည်မြောက်ပိုင်း မဟာမိတ်တပ်ဖွဲ့; viết tắt NA-B), là một liên minh quân sự ở Myanmar bao gồm bốn nhóm vũ trang sắc tộc:  Quân đội Arakan (AA), Quân đội Độc lập Kachin (KIA), Quân đội Đồng minh Dân chủ Dân tộc Miến Điện (MNDAA) và Quân đội Giải phóng Quốc gia Ta'ang (TNLA). Kể từ tháng 6 năm 2016, Liên minh Miền Bắc đã có những cuộc đụng độ quân sự ác liệt với  Tatmadaw (Lực lượng Vũ trang Myanmar) tại các thị trấn Muse, Mong Ko, Pang Hseng, Namhkam và Kutkai thuộc bang Shan. Các thành viên của Liên minh Miền Bắc cũng là một phần của Ủy ban Tham vấn và Đàm phán Chính trị Liên bang (FPNCC).

## References
1. ↑  Vrieze, Paul. "Into Myanmar's Stalled Peace Process Steps China". VOA (bằng tiếng Anh). Lưu trữ bản gốc ngày 16 tháng 8 năm 2017. Truy cập ngày 16 tháng 8 năm 2017.
2. ↑  Lynn, Kyaw Ye. "Curfew imposed after clashes near Myanmar-China border". Anadolu Agency. Lưu trữ bản gốc ngày 24 tháng 5 năm 2020. Truy cập ngày 21 tháng 11 năm 2016.
3. ↑  "Northern Alliance Sets Sights on Next Myanmar Peace Conference". Radio Free Asia (bằng tiếng Anh). Lưu trữ bản gốc ngày 14 tháng 3 năm 2017. Truy cập ngày 13 tháng 3 năm 2017.
4. ↑  "Burma: Protect Civilians in Northern Fighting". Human Rights Watch (bằng tiếng Anh). ngày 22 tháng 12 năm 2016. Lưu trữ bản gốc ngày 14 tháng 3 năm 2017. Truy cập ngày 13 tháng 3 năm 2017.
5. ↑  Thompson, Neil (ngày 7 tháng 3 năm 2018). "Myanmar's Buddhist Rakhine Rebels". The Diplomat. Lưu trữ bản gốc ngày 10 tháng 3 năm 2018. Truy cập ngày 10 tháng 3 năm 2018.
6. ↑  "Kachin rebels see more Myanmar attacks, no hope for peace". Fox News. ngày 28 tháng 12 năm 2016. Lưu trữ bản gốc ngày 19 tháng 7 năm 2018. Truy cập ngày 12 tháng 3 năm 2017.
7. ↑  "Tatmadaw, Northern Alliance continue to clash in 2017". ngày 5 tháng 1 năm 2017. Lưu trữ bản gốc ngày 14 tháng 3 năm 2017. Truy cập ngày 13 tháng 3 năm 2017.
8. ↑  "'We will win': Northern Alliance doubles down". Frontier Myanmar (bằng tiếng Anh). ngày 30 tháng 1 năm 2023. Truy cập ngày 20 tháng 3 năm 2023.

## External links
- Trang web chính thức của Liên minh phương Bắc